# Ida Purper
Ida Purper (* 1847 in Idar als Ida Leyser; † 1937) war eine deutsche Unternehmerin und Lokalpolitikerin, die sich durch soziales Engagement in ihrer Heimat verdient gemacht hat.

## Leben und Wirken
Ida Purper war die Tochter des Goldschmieds Johann Philipp Leyser und dessen Frau Anna Elisabeth. Sie heiratete 1871 den Perlenhändler August Purper (1838–1908) aus der seit 1669 in der Region nachweisbaren Familie, deren Mitglieder seitdem in Wirtschaft, Kultur und öffentlichen Ämtern in der Stadt wirken. Im Bereich der traditionell bis heute in Idar-Oberstein ansässigen Edelstein- und Schmuckfabrikation entwickelte sich die Firma August Purper, deren Teilhaberin sie war, vor dem Ersten Weltkrieg zu einer der größten Perlenhandlungen der Welt. Die Familie Purper gehörte 1899 zu den Gründern des Bürgerkonsortiums, das 110.000 von 450.000 Mark an Aktien zur Gründung der Oberstein-Idarer-Elektrizitäts-AG zeichnete. Nach dem Tod ihres Mannes führte sie das Unternehmen zusammen mit ihren vier Söhnen weiter.
Purper war als Städtische Beigeordnete politisch engagiert und verband diese Tätigkeit mit einem persönlichen und finanziellen sozialen Engagement, u. a. für den Vaterländischen Frauenverein, das spätere Rote Kreuz. Sie war im Ersten Weltkrieg Leiterin des in Idar eingerichteten Kriegslazaretts. Auch nach dem wirtschaftlichen Niedergang ihres Unternehmens in der Inflationszeit der 20er Jahre und dem etwa zur gleichen Zeit einsetzenden Preisverfall durch das Aufkommen von Zuchtperlen setzte sie eine bedeutende finanzielle Unterstützung im Bereich der Wohltätigkeit aus privaten Eigenmitteln fort.

## Ehrungen und Auszeichnungen
- 1922: Ehrenbürgerin von Idar
- 2010: Benennung der Ida-Purper-Schule in Idar-Oberstein
- Benennung einer innerstädtischen Straße nach ihr als „Ida-Purper-Straße“[5]